# Iglesia de Santiago (Coudenberg)
La Iglesia de Santiago (en francés: Église Saint-Jacques-sur-Coudenberg; en neerlandés:  Sint-Jacob-op-Koudenberg) es una iglesia de estilo neoclásico situada en la plaza histórica llamada Place Royale, en el centro de Bruselas, Bélgica. Es la sede de la diócesis de las Fuerzas Armadas Belgas.
La iglesia de una abadía medieval que originalmente se encontraba en este lugar fue demolida por orden de Carlos Alejandro de Lorena durante sus extensos proyectos de planificación urbana, a pesar de haber escapado del gran incendio de 1731 que destruyó el palacio de Coudenberg cercano. La nueva iglesia fue construida de acuerdo con la rue Montagne de la Cour / Hofburg en su actual ubicación en la Place Royale. La construcción de la fachada fue iniciada por el arquitecto Gilles-Barnabé Guimard con el diseño de Jean-Benoît-Vincent Barré (1775). La primera piedra se colocó solemnemente por Carlos Alejandro de Lorena el 12 de febrero de 1776. El pórtico se terminó en 1780. La nave, coro y sacristía fueron construidos bajo la supervisión de Louis Montoyer en los años 1785-1786.